# Kalacka Nyża II
Kalacka Nyża II – jaskinia, a właściwie schronisko, w Dolinie Bystrej w Tatrach Zachodnich. Wejście do niej znajduje się w zboczu Kalackiej Turni, w skałce w Suchym Żlebie (Kalackim Korycie), powyżej jaskini Kalacka Nyża I, na wysokości 1260 metrów n.p.m. Jaskinia jest pozioma, a jej długość wynosi 4,80 metrów.

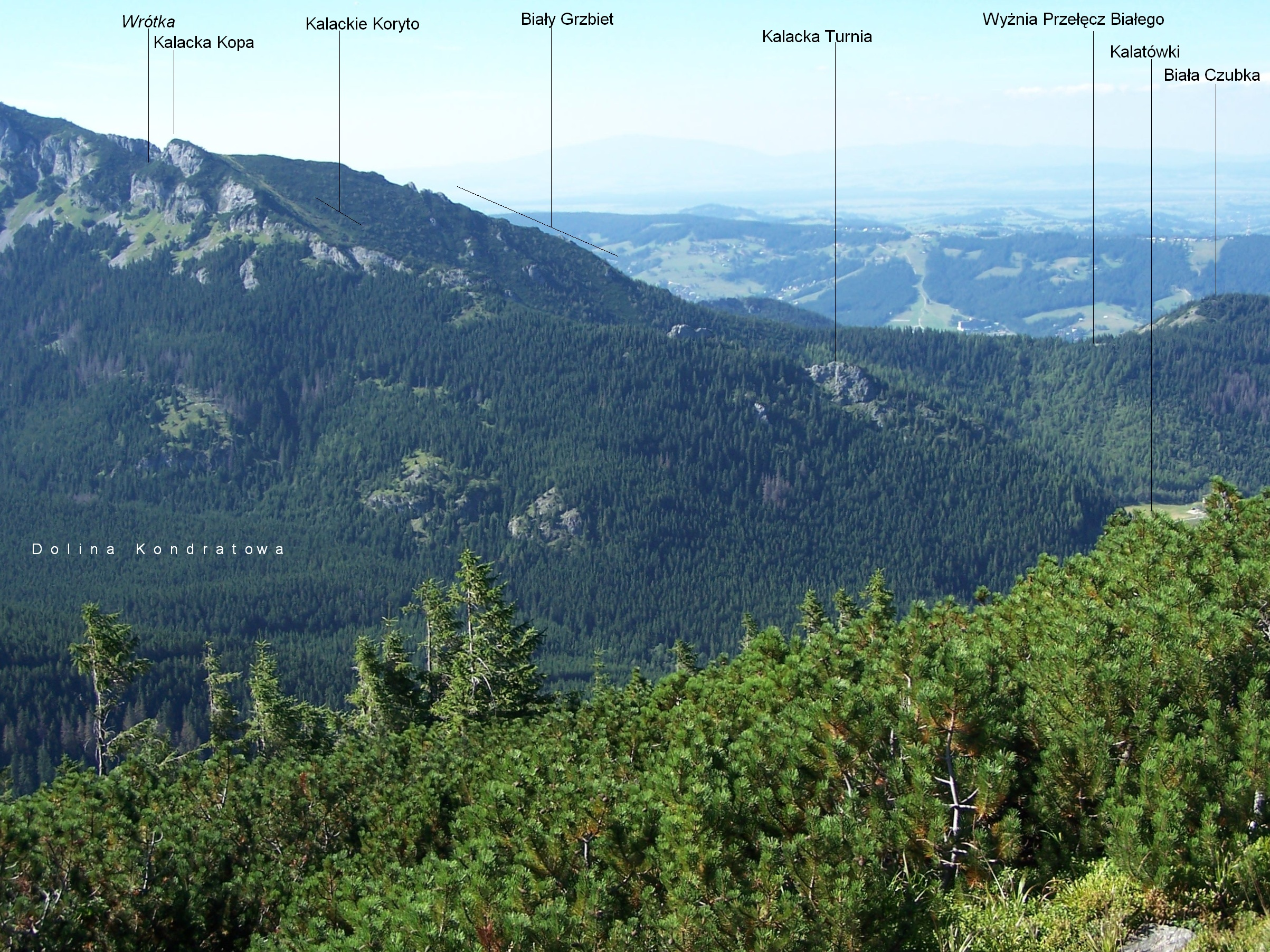
Na lewo Kalackie Koryto (Suchy Żleb)

## Opis jaskini
Jaskinię stanowi płytka nyża znajdująca się na skalnej półce przykrytej długim okapem. Odchodzą od niej dwa krótkie, szczelinowe korytarzyki, z których dłuższy ma 4,8 metrów.

## Przyroda
W jaskini nie ma nacieków. Ściany są suche, rosną na nich mchy i porosty.

## Historia odkryć
Brak jest danych o odkrywcach jaskini. Jej pierwszy plan i opis sporządziła Izabella Luty przy pomocy M. Różyczki w 2001 roku.